# Anders Bendix
Anders Bendix Nielsen (ofte kendt som Anders Bendix) er en dansk vægtløftertræner, der har haft en central rolle i udviklingen af dansk vægtløftning. Han er tilknyttet klubben IK 99 og har blandt andet fungeret som landsholdstræner og Eliteudvalgsformand for Dansk Vægtløftnings-Forbund. Gennem sin karriere har han bidraget til at løfte niveauet i sporten og støttet talentudvikling blandt både unge og erfarne løftere.

## Karriere
Anders Bendix Nielsen har over flere år været en fremtrædende skikkelse inden for dansk vægtløftning. Han har haft ansvar for træning og udvikling af eliteudøvere og har desuden været med til at forme foreningslivet i vægtløftningsmiljøet. Blandt hans centrale opgaver er:
- Landsholdstræning: Som landsholdstræner har han arbejdet med udvælgelsen og træningen af de bedste vægtløftere i Danmark, hvilket har resulteret i solide resultater ved både nationale og internationale mesterskaber.
- Eliteudvalgsarbejde: I sin rolle som Eliteudvalgsformand har han været med til at implementere træningsmetoder og strategier, der har øget konkurrencedygtigheden blandt de danske vægtløftere.
- Debat og udvikling: Ved flere årsmøder og medieoptrædener har han sat fokus på vigtigheden af at differentiere niveauet i konkurrencer, eksempelvis ved at pointere, at visse mesterskaber ikke er beregnet til begyndere, men til mere erfarne udøvere.

## Medieoptrædener
Anders Bendix Nielsen er desuden kendt fra flere medieindslag, hvor han har delt sin viden om både træning, foreningsudvikling og talentudvikling. Han har blandt andet medvirket i podcasten Ufiltreret Fitness, hvor han har drøftet aktuelle emner inden for vægtløftning og den danske sportsudvikling.
Anders Bendix Nielsen har en lang baggrund inden for vægtløftning, og har været involveret i sporten i mange år. Han har været medlem af IK99 i 40 år, og træner i små 30 år. Han har ligeledes været landstræner og eliteudvalgsformand for Dansk Vægtløftningsforbund i en periode på 23 år.
Generelle betragtninger i podcasten:
Udvikling i sporten:
- Vægtløftning er i konstant udvikling og er ikke længere så nichepræget som tidligere.
- Sporten udnytter nu i højere grad sociale medier og podcasts til at kommunikere og engagere.

Foreningslivets betydning:
- Foreningslivet fungerer godt til at introducere børn og unge til sporten.
- Der er udfordringer med at fastholde talenter, når de bliver ældre – især i sportsgrene, der ikke er domineret af fodbold.

Økonomisk støtte:
- Dansk vægtløftning modtager kun begrænset økonomisk støtte fra staten.
- I andre lande er der en stærkere kulturel og politisk opbakning, som sikrer, at der er midler nok til, at atleter kan leve professionelt af sporten.

Jantelov:
- Anders Bendix Nielsen peger på, at en udbredt jantelov i Danmark gør, at drømme og ambitioner inden for sporten ikke får den nødvendige opbakning, som man ofte ser i udlandet.

Crossfits indflydelse:
- Crossfit har haft en stor indflydelse på vægtløftningen og bidraget til, at sporten er blevet mere populær.
- I starten var der modstand mod crossfitters, da de ikke blev betragtet som lige så teknisk dygtige som traditionelle vægtløftere.

## Klubtilknytning
Som en central figur i klubben IK 99 har Anders Bendix Nielsen været med til at skabe et træningsmiljø med fokus på både teknisk udvikling og sportslig kvalitet. Hans innovative tilgang til træning og evne til at motivere både unge og erfarne løftere har styrket klubbens ry og succes på den nationale scene.

## Personligt liv
Der findes begrænsede offentligt tilgængelige oplysninger om Anders Bendix Nielsens privatliv. Han er primært kendt for sit professionelle virke inden for vægtløftning og sit engagement i udviklingen af sporten i Danmark.

## Eksterne links
- Dansk Vægtløftnings-Forbund: https://vaegtloeftning.dk/
- Ufiltreret Fitness #151: https://podcasts.apple.com/dk/podcast/ufiltreret-fitness-151-v%C3%A6gtl%C3%B8ftnings-og-foreningslivs/id1693136536?i=1000697086213&l=da
- Ufiltreret Fitness #90: https://podcasts.apple.com/dk/podcast/ufiltreret-fitness-90-dansk-vl-flydende-russisk-ik99s/id1693136536?i=1000662141913&l=da